# Лебідь Ананій Дмитрович
Ана́ній Дми́трович Ле́бідь (11 січня 1898, с. Веркіївка, Ніжинський повіт, Чернігівська губернія — 8 грудня 1937, Ленінградська область) — літературознавець, співробітник ВУАН, дослідник біографії і творчості Михайла Коцюбинського.
Жертва сталінського терору. 

## Біографічні дані
Народився Ананій Лебідь у сім'ї Дмитра Климентійовича та Наталії Василівни Лебедів. У 1900 році його батьки переїхали до Чернігова, де батько працював вихователем в земському сирітському домі, а також разом із М. Коцюбинським в Оціночно-Статистичному бюро Чернігівського губернського земства.
1916 року закінчив Чернігівську гімназію та вступив до Петроградської Політехніки. У травні 1917 р. був призваний в армію і направлений в Петергофську школу прапорщиків, де і пробув до жовтневого більшовицького перевороту, після якого повернувся до Чернігова. Звідси був направлений в Київську школу прапорщиків. В часи Гетьманату Павла Скоропадського — служив в Чернігівському окружному суді перекладачем (володів українською, російською, польською та французькою мовами). Підтримав Директорію, а з кінця 1918 р. повернувся в рідний Чернігів, де 1922 року закінчив Інститут народної освіти. Одночасно протягом 1919–1922 років працював у Чернігівському етнографічному музеї, або музеї селянського побуту спочатку на посаді емісара, а з 1920 року — помічника завідувача відділу рукописів. У 1922—1923 роках був членом експертної комісії Чернігівського архіву. З 1923 року читав лекції у Київському педагогічному технікумі імені Б. Грінченка, згодом працював співробітником комісії по виданню пам'яток новітнього письменства при ВУАН та секретарем редакції часопису "Життя і революція".
1926 року вступив до аспірантури київської філії Інституту Тараса Шевченка. Рекомендації йому надали, зокрема академіки С. Єфремов та А. Кримський.
1929 р. був заарештований у справі Спілки Визволення України, але за браком доведених звинувачень, після семимісячного ув'язнення, був засуджений умовно на 3 роки. Цей арешт унеможливив завершення тринадцятитомного видання творів М. Коцюбинського, із яких до 1929 року вийшло тільки п'ять томів.
А. Лебідь викладав на індустріальному робітфаку, був неодружений, проживав з матір'ю та сестрою Юлією, (викладачем хімії на робітфаку) у якої була маленька донька, а її чоловік Карпович теж був засуджений у справі СВУ.
20 квітня 1935 р. Ананій Лебідь був заарештований вдруге і проходив по «справі неокласиків». За тією ж справою проходили Микола Зеров, Марко Вороний, Павло Филипович, Леонід Мітькевич, Борис Пилипенко. Слідство тривало більше ніж 9 місяців. А. Лебідь єдиний не визнав жодних звинувачень. Проте це не допомогло, трибуналом 1-4 лютого 1936 р. їм всім, як «активним учасникам контрреволюційної терористичної організації», було визначено міру покарання — 10 років позбавлення волі у виправно-трудових таборах з конфіскацією майна. У червні 1936 року етап прибув на Соловки. Але в жовтні 1937 року справа була переглянута Ленінградською трійкою НКВС. Вирок було замінено на розстріл, який виконано стосовно А. Лебедя 8 грудня 1937 року у Ленінградській області.

## Родинні зв'язки
- сестра Юлія (1898 - після 1956)
- брат Микола
- мати —  Наталія Василівна (померла у 1947 р.)

## Творчий доробок
1. Перший твір Коцюбинського // Україна. — 1924. — Кн.3.
2. Невідомий твір Коцюбинського // Україна. — 1924. — Кн.4.
3. Листування П.Мирного з М.Коцюбинським //Науковий збірник ВУАН за 1924 р. — Т. Х1Х.
4. Валеріан Поліщук // Життя й революція. — 1925. — № 1–2.
5. З сучасної української літератури // Життя й революція. — 1925. — № 3.
6. Коцюбинський і жандармське управління (на матеріалах Чернігівського Губархіву) // Червоний шлях. — 1925. — № 3.
7. Шевченко і жандармське управління //Червоний шлях. — 1925. — № 3.
8. До початків літературної творчості Коцюбинського // Україна. — 1925. — № 34.
9. Од символізму до революційної літератури // Життя й революція. — 1925. — № 6-7.
10. Нові матеріали до біографії та творчості К.Стеценка // Музика. — 1925. — № 9-10, № 11-12.
11. Нові придбання рукописного відділу музею В.Тарновського // Бібліологічні вісті. — 1925. — № 1-2.
12. Листи І.Франка до М.Коцюбинського // Життя й революція. — 1926. — № 5. — С. 115—118.
13. Пропащі роки (до біографії М.Коцюбинського) //Україна. — 1927. — Кн. 3. — С. 89—96;
14. «У чужій хаті» (Епізод з виданням творів М.Коцюбинського російською мовою) // Бібліологічні вісті. — 1928. — № 1. — С. 39-46.
15. М. Коцюбинський. Життя і творчість. — К., 1929.

Редактор, разом з М. Рильським, літературної хрестоматії «За 25 літ» («Час», 1926), різних видань творів М. Коцюбинського.